# Lancia phrontisalis
Lancia phrontisalis là một loài bướm đêm trong họ Crambidae.